# Cinnamomum hammelianum
Cinnamomum hammelianum är en lagerväxtart som först beskrevs av W. Burger, och fick sitt nu gällande namn av Lorea-hern.. Cinnamomum hammelianum ingår i släktet Cinnamomum och familjen lagerväxter. Inga underarter finns listade i Catalogue of Life.